# Imagen por resonancia magnética funcional

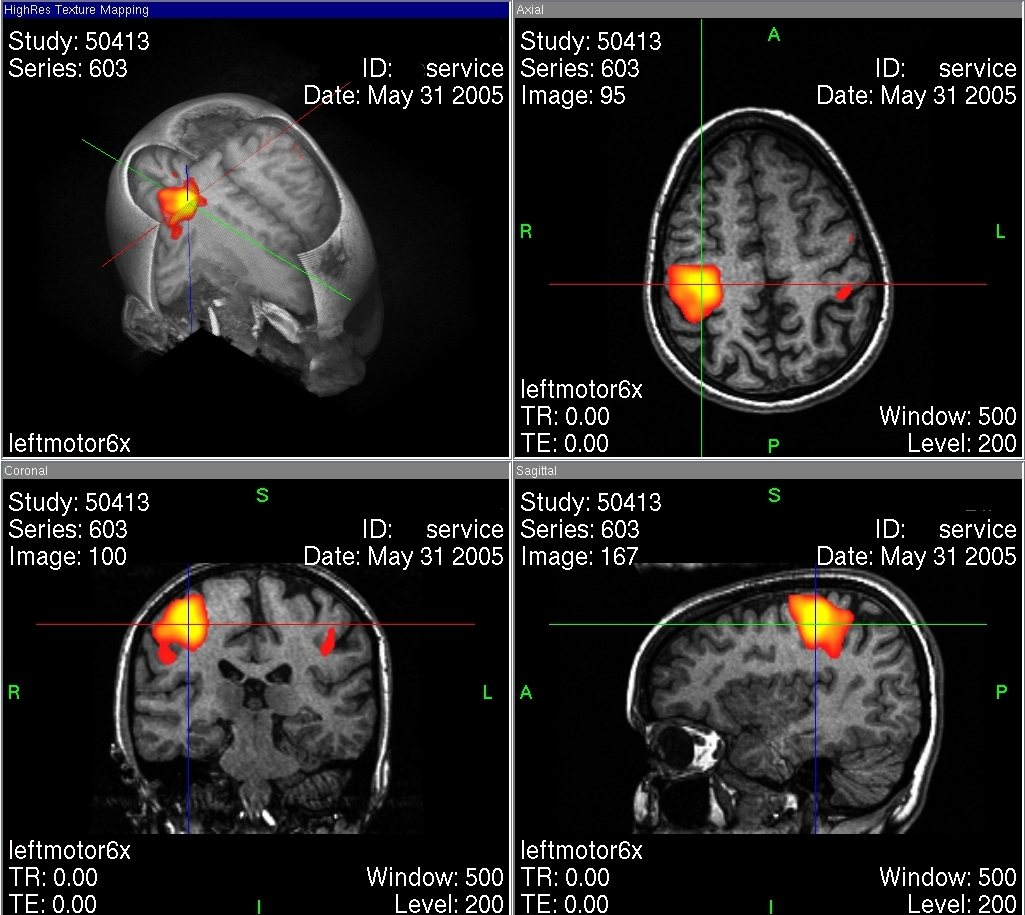
Ejemplo de una imagen por resonancia en tres dimensiones

La imagen por resonancia magnética funcional (IRMf) es un procedimiento clínico y de investigación que permite mostrar en imágenes las regiones cerebrales activas, por ejemplo al ejecutar una tarea determinada. En inglés suele abreviarse fMRI (por functional magnetic resonance imaging). El procedimiento se realiza en el mismo resonador utilizado para obtener imágenes anatómicas por resonancia magnética para diagnóstico, pero con modificaciones especiales del software y del hardware. Para realizar una IRMf no se requiere necesariamente inyecciones de sustancia alguna ni radiación ionizante.

## Cómo funciona la IRMf
Si se necesita ver qué áreas del cerebro intervienen cuando se mueve, por ejemplo, la mano derecha, se introduce a un voluntario, con la instrucción de mantenerse completamente inmóvil dentro del aparato, y mover únicamente los dedos cuando se le indique. Durante tres minutos el voluntario hará movimientos de los dedos en forma intermitente. El aumento de actividad en las áreas cerebrales relacionadas con esta tarea causará una vasodilatación y un aumento del flujo sanguíneo en estas mismas áreas. Este aumento del flujo/volumen es detectado por el resonador y normalmente representado en una imagen. En esta imagen se muestra en escala de grises la estructura del cerebro obtenida mediante resonancia magnética (no funcional) y en color la zona activada.

## Técnicas empleadas
Para obtener imágenes por resonancia magnética funcional se pueden utilizar diferentes técnicas. Entre las que no son invasivas encontramos:
- Imagen de contraste dependiente del nivel de oxígeno en la sangre: Esta técnica obtiene una imagen que refleja los niveles locales de oxígeno en sangre en cada punto. El aumento del nivel de oxígeno en una zona está asociado a un aumento de la actividad neuronal en esa zona debido a la respuesta hemodinámica generada por el acoplamiento neurovascular. Esta técnica es la más ampliamente usada para obtener imágenes de resonancia magnética funcional, llegando a sobreentenderse que se está usando esta técnica cuando no se especifica lo contrario. En inglés suele abreviarse BOLD-contrast imaging (por Blood-Oxygen-Level Dependent contrast imaging).
- Marcado arterial de espín: Esta técnica obtiene una imagen que refleja el nivel de irrigación sanguínea en cada punto, el cual a su vez está correlacionado con el metabolismo cerebral. Esta técnica utiliza un pulso de radiofrecuencia (RF) para invertir el espín de los protones del agua en las arterias de una región cerebral, quedando esta agua marcada magnéticamente.[2] Después de un tiempo de tránsito esta agua ha fluido hasta la zona de interés alterando (reduciendo) su magnetización total, por tanto, al tomar una imagen de esta zona mediante resonancia magnética se observará menor nivel de señal en las zonas a las que ha fluido mayor sangre. Posteriormente se toma otra imagen (de control) de la misma zona pero sin realizar el marcado. Al restar ambas imágenes se obtiene una imagen de perfusión que refleja la cantidad de sangre que ha fluido a cada parte representada en la imagen. En inglés suele abreviarse ASL (por arterial spin labeling). Esta técnica pertenece a la familia de imágenes de resonancia magnética de perfusión.
- Ocupación de espacio vascular: Esta técnica obtiene una imagen que refleja el volumen sanguíneo cerebral (VSC) en cada punto, el cual a su vez está correlacionado con la actividad cerebral. Esta técnica se vale de la diferencia de señal T1 (obtenida por el resonador) entre la sangre y el tejido circundante, lo que permite anular la parte de la señal correspondiente a la sangre mientras que se mantiene parte de la señal del tejido. Con lo anterior, la señal obtenida finalmente es proporcional a 1-VSC, es decir, que el aumento de la actividad neuronal causa un aumento del VSC local y una disminución de la señal. Esta técnica posee una menor relación contraste/ruido que la imagen de contraste dependiente del nivel de oxígeno en la sangre, lo cual menoscaba la capacidad de reducir el tamaño de los vóxeles. En inglés suele abreviarse VASO (por vascular space occupancy). Esta técnica es la más utilizada en humanos para obtener imágenes que cuantifican el volumen sanguíneo cerebral mediante resonancia magnética funcional.[3]

Entre las técnicas invasivas se encuentran:
- Contraste basado en óxido de hierro: Esta técnica cuantifica principalmente cambios locales y relativos en el volumen sanguíneo cerebral (VSC), los cuales están modulados, entre otros factores, por la actividad neuronal. Esta técnica utiliza la inyección intravenosa de óxido de hierro como medio de contraste, el cual tiene propiedades superparamagnéticas. Este superparamagnetismo modifica (reduce) significativamente la señal T2* registrada por el resonador proveniente de los protones del agua en función del volumen sanguíneo cerebral. Esta técnica posee una mejor relación contraste/ruido que la imagen de contraste dependiente del nivel de oxígeno en la sangre.[4]

Lasimágenes de resonancia magnética funcional pueden ser complementadas con técnicas de imagenología de difusión por resonancia magnética. Estas técnicas no proporcionan, por sí mismas, información sobre la función de las distintas áreas cerebrales, pero aportan información sobre la estructura del cerebro, la cual puede ser utilizada para llegar a hipótesis sobre su función. Esta información sobre la estructura del cerebro se obtiene cuantificando la difusión de las moléculas de agua en los tejidos, ya que esta estructura condiciona (restringe) la magnitud y dirección de la difusión. La tractografía, la cual obtiene un trazado de los tractos cerebrales que conectan distintas áreas a través de la sustancia blanca, está basada en estas técnicas.

## IRMf basada en contraste dependiente del nivel de oxígeno en la sangre

### Bases
La IRMf basada en contraste dependiente del nivel de oxígeno en la sangre se fundamenta en tres hechos:
- Especificación cortical. Término para expresar que cada función cerebral es ejecutada por una o más áreas definidas y no por todo el cerebro.
- Vasodilatación cerebral local. El área cerebral que ejecuta una determinada función sufre dilatación de sus vasos arteriales y venosos microscópicos. Esto ocasiona la llegada de más oxígeno local y la disminución de la cantidad relativa de desoxihemoglobina, la molécula resultante de la hemoglobina que ha cedido su oxígeno a los tejidos.
- Efecto magnético de la desoxihemoglobina. La desoxihemoglobina se comporta como un imán microscópico.

### Principio de funcionamiento
Las neuronas, al requerir energía, demandan oxígeno, el cual es transportado por la hemoglobina en forma de oxihemoglobina. Al liberar el oxígeno, la oxihemoglobina se transforma en desoxihemoglobina. Cuando aumenta la actividad de estas neuronas aumenta también el flujo sanguíneo, causando un aporte local de oxihemoglobina momentáneamente superior al consumido por las neuronas. La oxihemoglobina y la desoxihemoglobina tienen propiedades magnéticas diferentes: la oxihemoglobina es diamagnética mientras que la desoxihemoglobina es paramagnética. Este aumento de oxihemoglobina con respecto a desoxihemoglobina produce un cambio del magnetismo local que es detectado por el resonador.
Para tareas cortas (un par de segundos) el nivel de oxihemoglobina llega a un máximo unos 5 segundos después del inicio de la actividad, posteriormente alcanza un valor mínimo (menor que el inicial) y finalmente va recuperando su nivel hasta alcanzar el equilibrio al cabo de aproximadamente 24 segundos.

## Aplicaciones de la IRMf

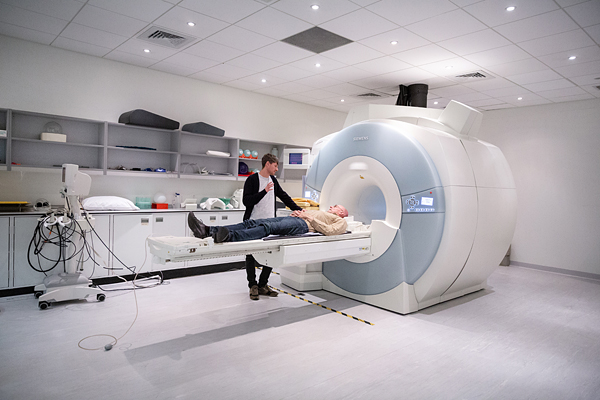
Las IMRf son utilizadas en los ensayos clínicos con psilocibina en las investigaciones del Centro Imperial para la Investigación Psicodélica en Londres.

La principal utilidad médica de la IRMf es la de proveer información de la localización de las funciones cerebrales críticas en pacientes que requieren cirugía cerebral. Con esta información, el neurocirujano puede eliminar la mayor cantidad de lesión (un tumor por ejemplo) pero respetando las funciones cerebrales esenciales, como por ejemplo, el lenguaje y la motricidad de la mano dominante. Recientemente, la IRMf se ha usado también para investigar la eficacia de medicamentos analgésicos y moduladores del control motor o emotivo. La ventaja del procedimiento es que puede ver el efecto del medicamento, que de otra manera, sólo podría evaluarse en términos subjetivos de la respuesta del paciente.
La IRMf también se ha utilizado para intentar comunicarse (mediante preguntas) con pacientes con diagnóstico clínico de estado vegetativo o de mínima conciencia, evaluando así la conciencia de estas personas.
Otro de los recientes usos de la resonancia magnética funcional es explicar cómo el cerebro toma decisiones económicas, lo que ha permitido el desarrollo de la neuroeconomía y el neuromarketing.